# 48 (število)
48 (óseminštírideset) je naravno število, za katero velja velja 48 = 47 + 1 = 49 - 1.

## V matematiki
- sedmo zelo sestavljeno število.
- deveto Zumkellerjevo število.
- 48 = 6!! = 2 · 4 · 6.
- 48 je najmanjše število n, za katero ima enačba φ(x) = n natanko 11 rešitev. Rešitve enačbe so: 65, 104, 105, 112, 130, 140, 144, 156, 168, 180, 210.
- Harshadovo število.
- Ulamovo število {\displaystyle 48=1+47\,\!}.
- število Hamiltonovih poti na 3-hiperkocki.

## V znanosti
- vrstno število 48 ima kadmij (Cd).

## Drugo

### Leta
- 448 pr. n. št., 348 pr. n. št., 248 pr. n. št., 148 pr. n. št., 48 pr. n. št.
- 48, 148, 248, 348, 448, 548, 648, 748, 848, 948, 1048, 1148, 1248, 1348, 1448, 1548, 1648, 1748, 1848, 1948, 2048, 2148